# Мироновский, Алексей Карпович
Алексей Карпович Мироновский (3 октября 1874 — ?) — полковник 25-го Смоленского пехотного полка, участник Первой мировой войны.

## Биография
Православный. Общее образование получил в Роменском реальном училище (окончил 4 кл.). В службу вступил 11 апреля 1894. Окончил Чугуевское пехотное юнкерское училище (по 2-му разряду). В офицеры произведен в Ковельский пехотный полк.
- Подпоручик (старшинство с 16 марта 1898).
- Поручик (старшинство с 16 марта 1902).
- Штабс-Капитан (старшинство с 16 марта 1906).
- Капитан (старшинство с 16 марта 1910). На 1 ноября 1913 в том же чине в 25-м пехотном Смоленском полку.
- Полковник (старшинство с 7 сентября 1915). На 12 ноября 1917 — полковник, командир 1-го батальона 25-го пехотного Смоленского полка.

## Награды
- Орден Св. Станислава 3-й ст. (1909);
- Орден Св. Анны 2-й ст. с мечами (1 августа 1916);
- Георгиевское оружие (ПАФ 4 марта 1917);
- Орден Св. Георгия 4-й ст. (ПАФ 12 ноября 1917): «За то, что, будучи в чине Подполковника, в бою у кладбища дер. Близники 8 Мрт. 1916 г., командуя 25 пехотным Смоленским Генерала Раевского полком, личной рекогносцировкой неприятельской позиции выяснил местонахождение пулеметов и, давая задачи артиллерии, разрушил их. Находясь во время боя среди атакующих рот, примером личной храбрости и спокойствия ободрял подчиненных. Будучи же контужен в голову и руку, продолжал руководить действиями полка, прорвал первую сильно укрепленную позицию противника, занял передовую промежуточную линию окопов всего до 2 ½ верст в глубину, каковые удержал за собой, захватив при этом в плен 6 офицеров, 712 солдат, 7 пулеметов, массу винтовок, 30 000 патронов, прожектор и другие трофеи» (Нарочская операция).